# Ogaphora bizonalis
Ogaphora bizonalis är en insektsart som först beskrevs av Matsumura 1907.  Ogaphora bizonalis ingår i släktet Ogaphora och familjen spottstritar. Inga underarter finns listade i Catalogue of Life.